# ECAROM
ECAROM este o familie de minicalculatoare industriale românești fabricate începând cu 1975 la Intreprinderea de Elemente pentru Automatizare. ECAROM 800, primul model, este bazat pe experiența acumulată în lucrul cu Felix C32-P, o variantă specializată în procese a calculatorului Felix C32. Arhitectura sa a fost concepută de inginerii de la Institutul de Proiectări pentru Automatizări, ea fiind una modulară, structurată în jurul microprocesorului 8080. Au urmat modelele perfecționate ECAROM 880, ECAROM 881 și ECAROM 881 F.
Datorită structurii modulare, sistemele ECAROM 880/881 sunt foarte flexibile și permit obținerea unei variante optime pentru aplicațiile dorite prin asamblarea unui număr de plachete specifice în jurul magistralei A (universală). Conectarea la procesul industrial a calculatorului se face prin magistrala B (de proces). Calculatoarele ECAROM folosesc un sistem de operare special creat pentru ele, numit XTR-80.
Interacțiunea cu utilizatorul se poate face prin intermediul unui videoterminal de tipul DAF 2010, 2020 etc.
Printre fabricile și intreprinderile care au utilizat aceste calculatoare se numără: Oltcit Craiova, DEN București, Intreprinderea de exploatare a gazului natural Sighișoara și Dispeceratul Canalului Dunăre-Marea Neagră.

## Modulele principale ale calculatoarelor ECAROM
Modulele se află într-un dulap metalic, dispuse în două sertare, alături de un sertar conținând sursa de alimentare și de mijloace de ventilație.

### Unitatea centrală (EC880-C)
Conține microprocesorul 8080 precum și circuite RAM (4 kB) și EPROM (4 kB) care pot fi extinse prin plachete suplimentare. Microprocesorul asigură prelucrarea datelor, logica de generare a magistralei universale, precum și lucrul cu blocurile de memorie.
Semnalele de proces specifice (READY, RESET, CLOCK) sunt generate cu ajutorul circuitului 8224 care are o logică externă corespunzătoare. Alte funcții precum logica de HOLD, înreruperile și generările comenzilor IOR, IOW, MEMR, MEMW (care lucrează cu memoria și perifericele) și controlul datelor sunt realizate prin utilizarea circuitelor logice combinaționale și secvențiale.
Tot pe această plachetă se mai găsesc implementate logica de decodificare a adreselor, care furnizează semnale pentru activarea blocurilor de memorie, precum și circuitele 8216 pentru amplificarea magistralei bidirecționale de date și adrese la generarea magistralei universale.

### Memoria (EC880-M)
Prin acest modul memoria RAM este extinsă cu încă 4 kB iar cea EPROM cu încă 8 kB (împărțiți în 2 secțiuni de câte 4 kB). Se pot folosi oricâte module de acest gen, în limita spațiului de adresare. Amplificarea semnalelor și conectarea la magistrală este realizată cu amplificatoare 8226.

### Memoria RAM (EC880-RAM)
Cu acest modul, memoria RAM este extinsă cu 8 kB. Aceștia sunt realizați cu 64 de circuite 2102, câte 8 pentru fiecare kB. Cuplarea la magistrală se face tot prin amplificatoare 8226.

### Comunicația serială (EC880-US)
Modulul de comunicație serială are patru canale independente și folosește protocolul de comunicație CCITT V24, respectiv RS 232-C, sau bucla de curent 0 - 20 mA. Este folosit pentru coordonarea structurilor ierarhizate sau în comunicația cu alte minicalculatoare. Întreruperile generate sunt de două tipuri: asociate recepției (INTR-) sau transmisiei (INTT/). Modulul poate fi folosit atât pentru comunicații sincrone, cât și pentru cele asincrone, iar viteza de transmisie/recepție a datelor este ajustată independent pentru fiecare canal, prin modificarea frecvenței de ceas.
Modulul conține mai multe blocuri componente:
- Logica de întreruperi care folosește măști pentru întrerupere
- Logica de decodificare a adreselor și comenzilor
- Porturile de citire a vectorilor de întrerupere (prin care sunt transmise, printre altele, date asupra motivului înreruperii)
- Generatorul de ceas folosit în mecanismul de trasmisie/recepție

La calculatorul ECAROM pot fi conectate două astfel de module, asigurându-se un total de 8 canale seriale duplex. Fiecare canal este controlat de câte un circuit 8251.

### Comunicația paralelă (EC880-P)
Un calculator ECAROM poate conține maxim 2 module de comunicație paralelă. Fiecare dintre acestea oferă:
- Un canal serial bidirecțional, relizat cu circuitul 8251, comunicând în standardul CCITT V24
- Două canale paralele de ieșire pe 8 biți (LPT și PTP, relizate cu tampoane 8212)
- Două canale paralele de intrare pe 8 biți (AUX și PTR, realizate cu aceleași circuite)

Ultimele două categorii au asociați câte 2 biți în cuvântul de comandă și cel de stare.
Un modul este compus din următoarele blocuri:
- Logica de conectare la magistrala B
- Logica de întreruperi și mascare
- Logica de decodificare a adreselor și comenzilor

Acest modul este util în procesele care utilizează 1 sau 2 canale seriale și mai multe periferice care comunică paralel (gen cititor/perforator de bandă etc.).

### Adaptarea magistralei (EC880-II)
Acest modul este unul indispensabil pentru funcționarea calculatorului, deoarece asigură generarea magistralei B pornind de la magistrala A și controlează sistemul de întreruperi. Poate fi configurat atât ca port, cât și ca locație de memorie. Blocul întreruperilor de memorie este realizat cu circuitul 8259. El gestionează 8 niveluri dintre care unul generat de modulul IP, iar celelalte 7 sunt rezervate magistralei B. Pe acest modul se mai regăsesc câteva numărătoare folosite la generarea perioadelor standard și un numărător programabil cu trei canale, de tip 8253.

### Ieșirile numerice (EC880-EN)
Modulul generează 32 de ieșiri numerice către magistrala B, de tip colector în gol, izolate galvanic cu ajutorul optocuploarelor. Cele 32 de semnale sunt grupate în 4 cuvinte a câte 8 biți.
Se pot utiliza mai multe astfel de module deodată.

### Intrările numerice (EC880-IN)
Modulul preia și prelucrează până la 32 de semnale numerice de la proces, care sunt grupate în 4 cuvinte a câte 8 biți. Cele 32 de semnale sunt separate galvanic de tensiunile calculatorului cu ajutorul optocuploarelor.
Se pot utiliza mai multe astfel de module deodată.

### Convertorul analog-numeric (EC880-CAN)
Modulul adună mărimi analogice necesare controlării procesului și le convertește în date printr-un convertor analogic-numeric (CAN). De multe ori, în locul acestuia mai scump, se folosesc multiplexoare structurate pe 3 nivele totalizând 768 intrări analogice:
- Nivelul primar multiplexează 16 intrări analogice și este realizat cu relee reed pe placheta 880-MX
- Nivelul secundar cu opt canale analogice constituite într-un grup analogic, relizat cu multiplexoare statice CMOS. Un grup se află pe modului EC880-CAN, iar alte 5 pe EC880-EXAX.
- Nivelul terțiar cu șase canale analogice, multiplexate la intrarea CAN.

Convertorul analog-digital realizează decodificarea adreselor ce desemnează registrele aferente acestui modul, transferul datelor între magistrala A și modul, generarea tensiunii de referință, controlul logic al conversiei, generarea cuvântului de stare și a întreruperilor mascabile la sfârșitul conversiei.
Rezultatul acestei conversii este un număr reprezentat pe 12 biți. CAN recepționează și convertește semnale analogice din intervalul ± 5,1225 V. Dacă tensiunile aplicate depășesc aceste valori, numărul rezultat va avea activat bitul de depășire.

### Convertorul numeric-analogic (EC880-CNA)
Modulul convertește semnalele numerice de 12 biți în semnale analogice (tensiune sau curent) și le transmite către proces.
Este alcătuit din următoarele blocuri:
- Logica de decodificare a adreselor și comenzilor
- Tamponul de date pentru preluarea datelor de pe magistrala B
- Registrele tampon pentru memorarea pe rând a celor 2 B, realizate cu circuite 495,
- Convertorul numeric-analogic de tip DAC 80 C BI-V, care furnizează semnal în gama 0 - 5 V, 0 - 10 V sau ±10 V
- Multiplexorul cu 8 canale
- Opt blocuri de ieșire având câte un dispozitiv de eșantionare/memorare (în cazul tensiunii) și un convertor curent-tensiune (în cazul curentului).

### Programatorul (EC880-PR)
Modulul programator asigură programarea EPROM sau înscrierea RAM cu date aflate în memoria sa. Acesta este realizat cu memorii EPROM tip Intel 2708 sau 2716.